# 2. Deutsche Volleyball-Bundesliga 1982/83 (Männer)
Die Saison 1982/83 der 2. Volleyball-Bundesliga der Männer war die neunte Ausgabe dieses Wettbewerbs.

## 2. Bundesliga Nord
Meister und Aufsteiger in die 1. Bundesliga wurde der 1. SC Norderstedt. Absteigen mussten der VfL Lintorf und der SV Bayer Wuppertal.

### Mannschaften
In dieser Saison spielten folgende zehn Mannschaften in der 2. Bundesliga Nord der Männer:
- Post SV Berlin
- VdS Berlin
- Dürener TV
- VV Humann Essen
- VfL Lintorf
- USC Münster
- 1. SC Norderstedt
- GSV Osnabrück
- TVK Wattenscheid
- SV Bayer Wuppertal

Absteiger aus der 1. Bundesliga gab es keine. Aus der Regionalliga stiegen der 1. SC Norderstedt (Nord) und der SV Bayer Wuppertal (West) auf.

### Tabelle
|                         | Verein          | Spiele | Punkte | Sätze |
| ----------------------- | --------------- | ------ | ------ | ----- |
| 1.                      | Norderstedt (N) | 18     | 34:2   | 51:8  |
| 2.                      | Münster         | 18     | 26:10  | 42:26 |
| 3.                      | Essen           | 18     | 22:14  | 41:30 |
| 4.                      | Osnabrück       | 18     | 22:14  | 42:34 |
| 5.                      | Düren           | 18     | 16:20  | 34:38 |
| 6.                      | Wattenscheid    | 18     | 16:20  | 35:41 |
| 7.                      | VdS Berlin      | 18     | 14:22  | 29:37 |
| 8.                      | Post Berlin     | 18     | 14:22  | 32:44 |
| 9.                      | Wuppertal (N)   | 18     | 10:26  | 25:42 |
| 10.                     | Lintorf         | 18     | 6:30   | 17:48 |
| Stand: Abschlusstabelle |                 |        |        |       |

|     | Aufsteiger in die Bundesliga    |
|     | Absteiger in die Regionalliga   |
| (N) | Aufsteiger aus der Regionalliga |

## 2. Bundesliga Süd
Meister und Aufsteiger in die 1. Bundesliga wurde Orplid Frankfurt. Absteiger in die Regionalliga waren der SC Freising und der 1. VC Wiesbaden.

### Mannschaften
In dieser Saison spielten folgende zehn Mannschaften in der 2. Bundesliga Süd der Männer:
- VSG Bodensee
- ASV Dachau
- Orplid Darmstadt
- SSG Etzbach
- Orplid Frankfurt
- SC Freising
- TV Hülzweiler
- ESV Mannheim
- TG 1862 Rüsselsheim

- 1. VC Wiesbaden

Absteiger aus der 1. Bundesliga waren Orplid Frankfurt und VSG Bodensee. Aus der Regionalliga stiegen die SSG Etzbach (Südwest) und der ASV Dachau (Süd) auf.

### Tabelle
|                         | Verein        | Spiele | Punkte | Sätze |
| ----------------------- | ------------- | ------ | ------ | ----- |
| 1.                      | Frankfurt (A) | 18     | 34:2   | 53:17 |
| 2.                      | Bodensee (A)  | 18     | 26:10  | 48:24 |
| 3.                      | Dachau (N)    | 18     | 22:14  | 44:34 |
| 4.                      | Etzbach (N)   | 18     | 20:16  | 42:31 |
| 5.                      | Rüsselsheim   | 18     | 16:20  | 35:41 |
| 6.                      | Hülzweiler    | 18     | 16:20  | 32:38 |
| 7.                      | Darmstadt     | 18     | 12:24  | 30:43 |
| 8.                      | Mannheim      | 18     | 12:24  | 25:43 |
| 9.                      | Freising      | 18     | 10:26  | 26:42 |
| 10.                     | Wiesbaden     | 18     | 10:26  | 23:45 |
| Stand: Abschlusstabelle |               |        |        |       |

|     | Aufsteiger in die Bundesliga    |
|     | Absteiger in die Regionalliga   |
| (A) | Absteiger aus der 1. Bundesliga |
| (N) | Aufsteiger aus der Regionalliga |